# Glaciofluviaal

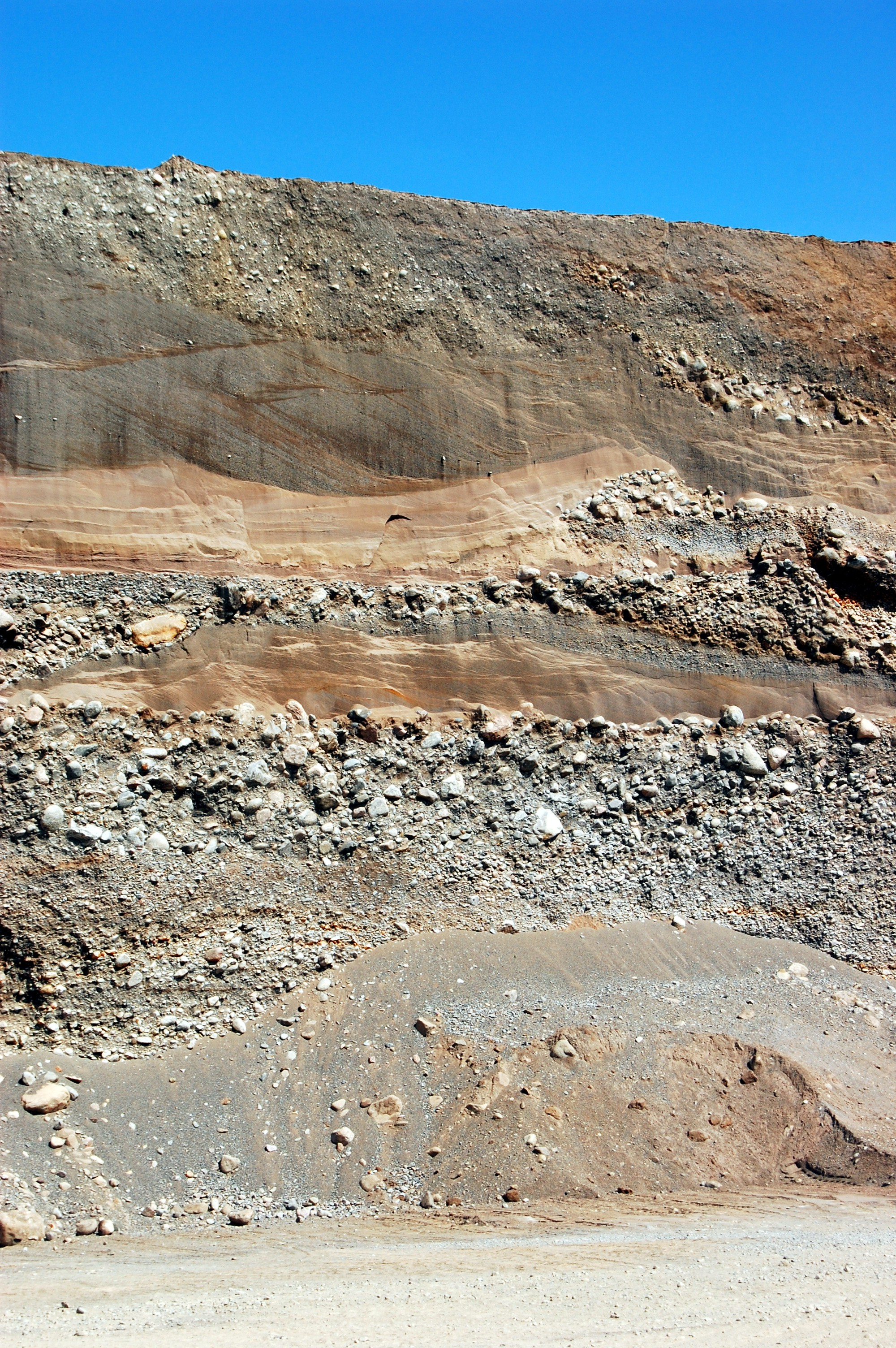
Glaciofluviaal sediment in de Badelunda-esker, nabij Västerås, Zweden

Glaciofluviaal (ook wel fluvioglaciaal) is een term uit de sedimentologie, glaciologie en Kwartaire geologie, waarmee sedimenten en processen worden aangeduid die gerelateerd zijn aan smeltwaterrivieren.

## Sedimenten
Glaciofluviale sedimenten bestaan meestal uit zand of grind, maar ook silt of zelfs keien kunnen glaciofluviaal worden afgezet. Glaciofluviale sedimenten zijn van glaciale sedimenten, zoals till, te onderscheiden door een betere sortering als gevolg van het fluviatiele transport.

## Landvormen
Glaciofluviale landvormen zijn onder meer eskers en kames. Sandrs worden meestal ook hierbij gerekend. Dit zijn landvormen als gevolg van sedimentatie, er bestaan ook glaciofluviale landvormen die het gevolg zijn van erosie, een voorbeeld hiervan zijn tunneldalen.

## Terminologie
In het verleden werd in Nederland de term fluvioglaciaal gebruikt. Hoewel nog steeds in gebruik wordt dit tegenwoordig als incorrect beschouwd, aangezien het primair fluviatiele processen zijn die ten grondslag liggen aan glaciofluviale sedimenten en landvormen.

## Nederlandse ondergrond
In de Nederlandse ondergrond komen glaciofluviatiele afzettingen van verschillende ouderdom voor. Lithostratigrafisch worden zij primair gerekend tot de groep van de glaciale afzettingen. Het betreft meestal zanden van uiteenlopende korrelgrootte (van uiterst fijn tot uiterst grof en grindhoudend) binnen de formaties van Peelo, Drente en Dogger Bight. De glaciofluviatiele zanden binnen de Formatie van Drente worden op afzettingsniveau onderscheiden als het Laagpakket van Schaarsbergen.